# جيسي دوفي
جيسي دوفي (بالإنجليزية: Jesse Duffy)‏ هو كاتب سيناريو أمريكي، ولد في 24 مارس 1894، وتوفي في 14 ديسمبر 1952.

## وصلات خارجية
- جيسي دوفي على موقع IMDb (الإنجليزية)
- جيسي دوفي على موقع قاعدة بيانات الفيلم (الإنجليزية)